# Eric Hull
Eric Eugene Hull (né le 3 décembre 1979 à Yakima, Washington) est un joueur américain de baseball qui joue avec les Dodgers de Los Angeles en Ligue majeure de baseball.

## Biographie
Étudiant à l'Université de Portland de 2000 à 2002, Eric Hull joue deux saisons avec l'équipe de baseball. Lors de la saison 2001, il est l'un des lanceurs partants des Pilots. En 15 apparitions (11 départs), il obtient un bilan de 4 victoires pour 5 défaites et une moyenne de 3,94 points mérités. En 2002, il est aligné comme lanceur de relève. En 21 matchs et 59 1⁄3 manches, il retire 61 frappeurs sur prises et obtient 2 victoires, 3 défaites et 8 sauvetages (meilleur total de la West Coast Conference). Pour la deuxième année consécutive, il est sélectionné dans la deuxième équipe-type de la WCC. Le 18 juin 2002, il signe un contrat avec les Dodgers de Los Angeles sans passer par la draft. Il fait ses débuts professionnels avec les Great Falls Dodgers et les South Georgia Waves pendant l'été 2002. En 2003, il joue toute la saison avec les Vero Beach Dodgers en Florida State League. Il retire 105 frappeurs sur prises en 110 2⁄3 manches d'abord comme lanceur de relève, puis comme lanceur partant. En 2004, il partage sa saison entre Vero Beach et les Jacksonville Suns avec un bilan de 7 victoires pour 4 défaites en 30 matchs.
Il commence la saison 2005 avec les Suns. En 27 apparitions (18 départs), son bilan est de 7 victoires pour 7 défaites. En 117 manches, il retire 117 frappeurs sur prises et obtient une moyenne de 3,38 points mérités. Il fait deux apparitions comme lanceur partant en Triple-A avec les Las Vegas 51s au mois de juillet, puis revient à Jacksonville pour les play-offs et remporte la Southern League.
En 2006 et 2007, il joue principalement comme lanceur de relève pour les 51s. En 93 apparitions, son bilan est de 6 victoires pour 7 défaites, 13 sauvetages et 159 retraits sur prises en 138 2⁄3 manches.
Il fait ses débuts en Ligue majeure le 24 juillet 2007, lançant deux manches en relève contre les Astros de Houston. Au total, il ne fait que 5 apparitions lors de ses 3 promotions en Ligue majeure.

## Statistiques de joueur
| Statistiques de lanceur |          |          |   |    |   |   |    |     |    |      |
| Saison                  | Équipe   | Ligue    | G | GS | W | L | SV | IP  | SO | ERA  |
| 2007                    | LAD      | MLB      | 5 | 0  | 0 | 0 | 0  | 6.2 | 5  | 4,05 |
| Totaux                  | 1 saison | 1 saison | 5 | 0  | 0 | 0 | 0  | 6.2 | 5  | 4,05 |